# Piet te Lintum
Piet te Lintum (Aalten, 13 januari 1909 – Winterswijk, 1 mei 1985) was een columnist, illustrator, tekenaar en kunstschilder. Hij heeft een groot aantal landschappen en dorpstaferelen geschilderd van zijn geboortestreek Achterhoek. Hij wordt daarom ook weleens de "schilderende ambassadeur van de Achterhoek" genoemd.

## Biografie
Vanaf zijn kindertijd bleek dat hij talentvol was en op de leeftijd van elf jaar tekende hij goed gelijkende portretten. Zijn eerste lessen ontving hij van een kunstenaar die juist afgestudeerd was van de kunstacademie. Tevens volgde hij een jaar lang schriftelijke cursussen van een instituut in Parijs. Toen hij 18 werd volgde hij lessen op de Kunstnijverheidsschool in Arnhem. Daar kreeg hij les van Hendrik Valk en Gerard van Lerven. Daarna volgde hij drie jaar lessen op de Rotterdamse Kunstacademie van David Bautz en Herman Mees. Maar bovenal van professor Johannes Hendricus Jurres, op de Rijksschool voor Kunstnijverheid in Amsterdam. Na zijn studie werkte Te Lintum als illustrator voor diverse uitgeverijen, onder andere tekende hij de illustraties voor de avonturen van Aornt Peppelenkamp van Frans Roes die onder het pseudoniem Herman van Velzen schreef. Verder voor Misset in Doetinchem, uitgeverij van De Graafschapbode maar ook als columnist voor dagblad Tubantia, met nieuws in een stripvorm. In die tijd tekende hij ook reclamewerk en ansichtkaarten. 